# Выборы в Европейский парламент в Хорватии (2013)
Выборы в Европейский парламент в Хорватии были проведены в связи с вступлением 1 июля 2013 года Хорватии в Европейский союз. Срок полномочий избранных депутатов — 1 год, с 1 июля 2013 по 1 июля 2014 года. Хорваты избрали 12 депутатов. Выборы прошли 14 апреля 2013 года.

## Основные участники
Социал-демократическая партия Хорватии, Хорватская народная партия-Либералы, Хорватские пенсионеры
Хорватское демократическое содружество, Хорватская партия права, Пенсионеры вместе
Хорватские лейбористы, Партия Труда и
Хорватская крестьянская партия, Хорватская социал-либеральная партия и
Хорватский демократический союз славонии ибараньи, демократический свободный союз Далмации, Хорватские зелёные.
Независимый список
Хорватская партия права

## Рейтинги (21 марта 2013)
Блок Социал-демократической партии, Хорватской народной партии-Либеральные демократы и Хорватской партии пенсионеров — 31,4 % (Ipsos Puls) / 29,6 % (CRO Demoskop).
Блок Хорватского демократического содружества, Хорватской партии права А.Старчевича и Блока «Пенсионеры вместе» — 27,4 (Ipsos Puls) / 21,4 % (CRO Demoskop).
«Хорватские лейбористы — Партия труда» — 9,1 (Ipsos Puls) / 9,7 % (CRO Demoskop).
Блок Хорватской крестьянской партии и Хорватской социально-либеральной партии — 4,7 % (Ipsos Puls) / 4,4 % (CRO Demoskop).
Блок Хорватского демократического союза Славонии и Бараньи, Демократического свободного союза Далмации и «Хорватских Зелёных» — 4,3 % (Ipsos Puls) / 3,1 % (CRO Demoskop).
Независимый список И.Грубишича — 3,5 % (Ipsos Puls) / 2,0 % (CRO Demoskop).
Хорватская партия права — 2,8 % (Ipsos Puls) / 1,8 % (CRO Demoskop).

## Выборы
- Блок Социал-демократической партии, Хорватской народной партии-Либеральные демократы и Хорватской партии пенсионеров −5
- Блок Хорватского демократического содружества, Хорватской партии права А.Старчевича и Блока «Пенсионеры вместе» −6 (ХДС −5 мест, Партия правых- 1 место)
- «Хорватские лейбористы — Партия труда» — 1